# Nagura (Fluss)
Der Nagura (jap. 名蔵川 Nagura-gawa) ist ein Fluss auf der japanischen Insel Ishigaki-jima. Er läuft vom Omoto-dake in einem Bogen Richtung Westen durch die mit Mangroven bewachsene Wattfläche Nagura Amparu ins Ostchinesische Meer. Der Fluss hat eine Gesamtlänge von lediglich 4,6 km. Das Quell- und Mündungsgebiet des Flusses liegt innerhalb des Iriomote-Ishigaki-Nationalparks.